# Burson Cohn & Wolfe
Burson-Marsteller, Ltd. es una agencia de relaciones públicas y comunicaciones. Creada por Harold Burson y Bill Marsteller en 1953, integra en la actualidad el grupo Young & Rubicam, controlado a su vez por el WPP Group, con base en Londres. La Firma tiene 74 oficinas propias y 85 afiliadas que operan en 110 países, en seis continentes. Ofrece asesoría estratégica e implementación de planes comunicacionales en las áreas de relaciones públicas, asuntos públicos, manejo de reputación y crisis, comunicaciones de marca y estrategias digitales.

## Historia
Burson-Marsteller tiene sus orígenes en la empresa unipersonal iniciada por Harold Burson en 1946, que funcionó bajo el nombre de Harold Burson Public Relations en una oficina que le facilitaba uno de sus dos clientes. Burson se presentaba en ese momento como un especialista en relaciones de empresa a empresa.
En enero de 1953 Harold Burson propuso una fusión entre su empresa y la empresa de publicidad Marsteller Gebhardt & Reed, con sede en Chicago, que fue aceptaba por esta última.
La firma creció hasta convertirse en una de las grandes corporaciones del mundo y, en 1961, fue la primera empresa de relaciones públicas estadounidense en establecerse en Europa. Fue también la primera empresa de relaciones públicas en alcanzar ganancias anuales de $100 millones (1985), $200 millones (1992) y $300 millones (2000).
En 1994, uno de los ejecutivos de la empresa, Thomas J. Mosser, fue asesinado por una carta bomba enviada por Unabomber (Theodore Kaczynski). En una carta al New York Times, Kaczynski dijo que realizó el atentado debido a que la compañía "ayudó a la Exxon a limpiar su imagen pública luego del Desastre del Exxon Valdez" y porque "su negocio es el desarrollo de técnicas para manipular la posición de las personas."
En 1999, Harold Burson fue nombrado por PRWeek como el empresario “más influyente del Siglo XX”.
En el 2013 Burson-Marsteller Latinoamérica fue nombrada la Agencia del Año 2013 por “The Holmes Report”, la publicación de análisis sobre comunicación y relaciones públicas más importante de Estados Unidos. Además, Burson-Marsteller Colombia fue el mercado de crecimiento más rápido durante el 2012 para la agencia. Simultáneamente, fue nombrada la Agencia de Relaciones Públicas del Año 2013 por “The International Business Awards (IBA)”, el programa internacional de premios de negocios más completo, mejor conocidos como ‘Stevie Awards’.

## B-M Latinoamérica
En 1976 la consultora abrió la primera oficina en América Latina en Sao Paulo, Brasil. Se convirtieron en la primera agencia de comunicaciones, asuntos públicos y relaciones públicas de la región. Operan en Argentina, Brasil, Chile, Costa Rica, Colombia, Guatemala, Panamá, Perú, República Dominicana, México, Uruguay y Venezuela.

### Burson-Marsteller Colombia
En Colombia se estableció en 1997 en la ciudad de Bogotá. Durante 19 años ha impulsado el concepto de comunicaciones y relaciones públicas estratégicas, a través de consultores especialistas en las áreas de salud, tecnología, digital, marca, asuntos públicos, asuntos corporativos y manejo de crisis.
En el 2013 “The Holmes Report” reconoció a Colombia como el mercado de crecimiento más rápido durante el 2012 para la red de la agencia.
En el marco de expansión y crecimiento por América Latina en el 2014, la consultora escoge Medellín estratégicamente para convertirse en la segunda sede de la compañía en Colombia después de Bogotá. Colombia se convierte en el segundo país lationamericano en tener dos oficinas propias.
Durante el 2013-14 la firma se ha encargado de realizar alianzas estratégicas con universidades; generando análisis y debate sobre el entorno empresarial colombiano, y situaciones actuales relacionadas con comunicación y reputación.  En el 2013 se realizó con la Pontificia Universidad Javeriana el foro “Retos de la Comunicación Estratégica en Colombia”  y en el 2014 el Foro “Tendencias Globales de Reputación Corporativa” con la Universidad de Medellín.
En 2015, Colombia recibió 4 de los siete galardones entregados en la primera versión latinoaméricana de los reconocidos premios SABRE, llevándose el principal galardón a "Mejor Campaña de Suramérica 2015" por el programa "Tecnología para la Construcción de la Paz" ejecutado para el cliente Microsoft Colombia. Los otros galardones ganados por la consultora para Colombia fueron:
- Mejor Campaña de Suramérica de Asuntos Públicos: Yacimientos No Convencionales-Asociación Colombiana del Petróleo.
- Mejor Campaña de Suramérica de Salud - Diabetes Urbana-Novo Nordisk.
- Mejor Campaña de Suramérica en Organizaciones sin Fines de Lucro - Gen Cero - Fundación Éxito.

### Burson-Marsteller Perú
Burson•Marsteller se estableció en el mercado peruano en el año 2006 con una oficina propia en la ciudad de Lima. Desde hace más de una década ofrece servicios de comunicaciones estratégicas 360° y relaciones públicas a través de sus seis prácticas de especialización: Asuntos Corporativos, Asuntos Públicos, Comunicación Digital, Marca Corporativa, Salud y Bienestar, y Tecnología e Innovación. 
En 2012 recibió el Premio a la Excelencia en Relaciones Públicas, otorgado por la Asociación Nacional de Anunciantes (ANDA) como reconocimiento a la exitosa campaña de comunicación realizada para el Anuncio del Cambio de Accionistas Mayoritarios de AFP Integra.
Desde 2013 la oficina es dirigida por Carolina Palacios, magíster en Ciencias en Marketing y Comunicaciones Integrales de la Northwestern University, con más de 16 años de experiencia en comunicación estratégica y marketing integrado. Un año después, Burson•Marsteller Perú recibió el reconocimiento como la operación de mayor crecimiento en toda Latinoamérica. 
En 2016 obtuvo un premio en la categoría Programa de Relaciones Comunitarias otorgado por Latin American Excellence Awards, luego de que la consultora fuera elegida por la Naciones Unidas para llevar a cabo un proyecto de comunicación social que aseguró la eficiente organización de la 20.ª Conferencia de las Partes de la Convención Marco de las Naciones Unidas sobre el Cambio Climático (COP20) en Perú. 
Algunos de los clientes con los que la consultora trabaja en Perú son: Grupo Sura, DirecTV, Ford, Shell, Sony, Citi, Intel, Bayer, Bloomberg, Puma, Alcatel, Mead Johnson, American Airlines, Kimberly Clark, Zebra, Goodyear y Ripley.

### Burson-Marsteller México
Con operaciones en México desde 1988, Burson-Marsteller es una de las cinco agencias de comunicación estratégica más importantes del país de acuerdo con la revista Merca 2.0. en el año 2015.
Dirigido, por Adriana Valladares, la agencia cuenta con un equipo de consultores que ofrecen servicios de manejo de crisis, relación con medios, entrenamiento de voceros, comunicación interna y estrategia digital. Lo hace a través de áreas especializadas en comunicación para las industrias: corporativa y financiera, de consumo, salud y tecnología. Algunos de los clientes con los que trabaja la firma en México son: BlackRock, Coca-Cola, Finamex, Ford, y HR Ratings.
En 2015, México fue galardonado con un Sabre Award por Mejor Campaña de Comunicación para Empleados, reconociendo la estrategia desarrollada para Ford Motor Company en México. Los premios son otorgados por The Holmes Report, prestigiada publicación mundial de la industria de la comunicación y las relaciones públicas.

### Agencia latinoamericana del Año 2013
Burson-Marsteller fue nombrada Agencia latinoamericana del Año 2013 por The Holmes Report.
Este es un reconocimiento al trabajo de Burson-Marsteller en la región después de un año de crecimiento, expansión y numerosos galardones. The Holmes Report entregó este premio en la cena anual de SABRE AWARDS el 7 de mayo de dicho año en Nueva York, Estados Unidos.

### Agencia latinoamericana del Año 2015
Burson-Marsteller fue elegida como Agencia latinoamericana del Año 2015 por los SABRE Awards Latin America, tras recibir siete premios Gold SABRE Awards. Colombia recibió 4 de estos galardones en los SABRE Awards Latin America. Los premios son otorgaos por “The Holmes Report”, prestigiada publicación  mundial de la industria de la comunicación y las relaciones públicas.

## Casos notables

### Dictadura argentina
En las décadas de 1970 y 1980, Burson-Marsteller organizó la campaña de la dictadura militar argentina (1976-1983) destinada a impedir las denuncias internacionales por violaciones a los derechos humanos y habría sido la autora del conocido eslogan pro-dictatorial «los argentinos somos derechos y humanos».
Burson-Marsteller ha sido criticada por organizar a favor de la última dictadura militar de Argentina (1976-1983), durante la década de 1970, la campaña contra las organizaciones de derechos humanos que denunciaban los crímenes de lesa humanidad que se estaban cometiendo en el Terrorismo de Estado en Argentina en las décadas de 1970 y 1980. Burson-Marsteller ha declarado que la dictadura nunca le pidió defenderla de las acusaciones por violaciones de derechos humanos, sin embargo, el investigador Rubén Morales cita en un artículo a Sebastián Hacher quien expresa que la compañía creó un conocido y cuestionado eslogan de 1979, que decía «los argentinos somos derechos y humanos».
En el libro The Shock Doctrine, Naomi Klein dice que:

Victor Emmanuel, el ejecutivo de Burson-Marsteller que estaba a cargo de vender al mundo el nuevo régimen favorable a las empresas de la junta de Argentina, le contó a un investigador que la violencia era necesaria para abrir la economía "proteccionista, estatista" de Argentina.  "Nadie, pero nadie, invierte en un país envuelto en una guerra civil", dijo, admitiendo también que no fueron solo guerrilleros quienes murieron. "Mucha personas inocentes probablemente fueron asesinados," le contó a la autora Marguerite Feitlowitz, pero, "dada la situación, se requería una inmensa fuerza".

### Babcock & Wilcox
Burson-Marsteller dirigió las relaciones públicas de la empresa propietaria de planta de energía nuclear Three Mile Island, Babcock & Wilcox, luego del accidente atómico sucedido en 1979, el segundo más grave de la historia, luego del de Chernobyl.

### Blackwater USA
Burson-Marsteller representó a la empresa Blackwater USA con el fin de manejar sus relaciones públicas luego de que el 16 de septiembre de 2007, la empresa mató a 17 civiles iraquíes, según la investigación del gobierno. La cuenta de Blackwater se encontraba a cargo de Robert Tappan, un exfuncionario del Departamento de Estado, quien se encontraba radicado en Irak.

### Crisis financiera de Corea del Sur
Burson-Marsteller fue premiado con un Anvil de Plata por los empresarios surcoreanos, debido a su accionar para restablecer la confianza luego de la crisis financiera asiática de 1998.

### Desastre de Bhopal
Burson-Marsteller representó a la empresa Union Carbide Corporation, fabricante entre otros productos de las pilas Eveready, para afrontar su responsabilidad por el desastre de Bhopal de 1984, que causó la muerte de 2.000 empleados y pobladores vecinos a la planta que la empresa poseía en Bhopal, en la India, luego de una pérdida masiva de gas venenoso hacia la atmósfera.

### Nigeria
El gobierno de Nigeria contrató a Burson-Marsteller en la segunda mitad de la década de 1960 para refutar las acusaciones de genocidio en Biafra.

### Rumania
Durante el gobierno del dictador Nicolae Ceaucescu, Burson-Marsteller asistió exitosamente a Rumania en sus gestiones para obtener el estatus de nación más favorecida en el comercio internacional por parte de Estados Unidos. Uno de los resultados de las actividades de B-M fue una visita del conocido programa de TV "NBC Today" a Rumania, que se extendió durante una semana.

### Singapur
Burson-Marsteller asesoró a Singapur durante diez años en el desarrollo de un programa para atraer inversiones extranjeras, luego de su independencia en la década de 1960. El programa estuvo íntimamente vinculado a la organización de la economía de ese país orientada hacia la alta tecnología.

## Otras crisis empresariales
Burson-Marsteller’s se ha caracterizado por asesorar a las empresas en crisis frente a la opinión pública. Es muy conocido su accionar a favor de Johnson & Johnson en las dos crisis de Tylenol, en 1982 y 1985. El Caso del Tylenol es citado frecuentemente como modelo de responsabilidad social de la empresa (RSE).
Burson-Marsteller capacita también a los ejecutivos y gerentes de empresas multinacionales de la industria petrolera, sobre el modo de comunicar a la opinión pública en caso de accidentes como el caso de derrames de petróleo. Algunas de las empresas atendidas por BM son Shell, Exxon Mobil, Conoco, Chevron, British Petroleum, Repsol, Gulf, etc.